# Hackfleischgericht
Als Hackfleischgericht bzw. Hackfleischspeise bezeichnet man Gerichte aus Hackfleisch.

## Warme Gerichte
Meist handelt es sich um Fleischgerichte aus purem Fleisch, es werden aber auch Gerichte mit der Kombination von Fleisch und Gemüse so genannt. Man unterscheidet die Gerichte hauptsächlich nach der eingesetzten Menge an Hackfleisch:
- Hackbraten bzw. Hackroulade: 750 bis 1000 Gramm – Bobotie
- Portionsstück: 100 bis 125 Gramm – Frikadelle, Bulette, Beefsteak, Köfte, Butterschnitzel, Hacksteak, Hamburger
- Klops / Fleischkloß: Portionen a 2 Stück je 50 bis 75 Gramm – Kochklops, Bratklops, Königsberger Klopse, Leberknödel
- Fleischklößchen: Portionen von 100 bis 150 Gramm in Saucen und Ragouts – Köttbullar, Kibbeh, Kololak, Soutzoukakia.

Internationale Spezialitäten sind Adana Kebab in der Türkei, Ćevapčići auf dem Westbalkan, Frikandel im Benelux,  Tschelo Kabāb im Iran und Dolma in der orientalischen Küche.

## Gerichte mit Gemüse
Als Gerichte mit diversen Gemüsen sind Kohlroulade, Gefüllte Paprika, Gefüllte Tomate und Bamberger Zwiebeln bekannt.

## Kalte Gerichte
Hackfleisch wird meist gegart als Aufschnitt von Hackbraten oder abgekühlten Speisen wie z. B. Frikadellen verzehrt. Viele Nationalküchen kennen rohe Hackfleischgerichte wie Hackepeter, Schabefleisch, Çiğ Köfte, Kibbe Nayé und Tatar.

## Ähnliche Speisen
- Chili con Carne – ein amerikanisches Fleischgericht aus Hackfleisch oder geschnittenem Muskelfleisch
- Ragù alla bolognese – italienisches Ragout bzw. Hackfleischsauce
- Moussaka – Auflauf mit Hackfleisch der östlichen Mittelmeerregion
- Meat Pie – Pasteten mit Hackfleisch
- Bitterballen – niederländische Fleischkroketten mit Ragout
- Stephaniebraten – Wiener faschierter Braten mit Ei, Frankfurtern und Essiggurkerln